# Harpides grimmi
Harpides grimmi je druh velkého harpetidního trilobita z čeledi harpidae, který žil ve spodním ordoviku (stupeň tremadok). Jeho fosilie byla poprvé objevena v 19. století na Plzeňsku.

## Popis
Holotypový exemplář (jediný známý kompletnější nález tohoto druhu z České republiky) je velký cca 10 cm, jedinci chybí pouze ocasní štít a část trupu. Trilobit je unikátně zachovalý v limonitické hornině, při poslední studii bylo zjištěno, že na fosilii se dochovali i měkké části trávicí trubice, což je ojedinělé.

## Historie nálezu
Harpides grimmi bývá v různých textech poněkud nadneseně označován jako nejvzácnější, nebo nejzáhadnější český trilobit. První, a dlouhou dobu také jediná známá fosilie (holotypový exemplář) tohoto druhu, v podobě téměř kompletního jedince, byla nalezena v 19. století na skříni městského úřadu v obci Holoubkov u Rokycan, kam ji nejspíš donesl horník z nějakého blízkého železnorudného dolu. Tato Fosilie je unikátně zachována v limonitické hornině, chudé železné rudě, která se v té době těžila na několika místech v okolí. Analýza horniny ukázala že fosilie s velkou pravděpodobností pochází z vrstev mílinského souvrství.
Jako první vlastnil tuto zkamenělinu vášnivý sběratel přírodnin Johanes Grimm, tehdejší ředitel Baňské akademie v Příbrami, podle kterého je druh pojmenován. Nepodařilo se mu však zjistit odkud přesně zkamenělina pochází. Vzhledem k okolnostem nálezu a jejímu neobvyklému zachování se začalo spekulovat o tom zda vůbec pochází z Čech. Podobné nálezy, takto zachovalých a kompletních trilobitů totiž nebyly a dodnes nejsou z okolí známé. Na fosilii se dokonce dochovali i měkké části trávicího traktu trilobita, což je naprosto ojedinělé. 
Zkamenělinu následně získal pražský policejní velitel Sacher-Masoch, otec stejnojmenného spisovatele po němž je pojmenován masochismus. V jeho sbírce jí zřejmě poprvé uviděl i paleontolog Joachim Barrande, který v roce 1852 trilobita popsal jako druh Harpides grimmi a stihl jej zapsat na konec prvního svazku svého rozsáhlého díla Système silurien du centre de la Bohème, věnovaného trilobitům, který tou dobu dokončoval. Detailní popis a vyobrazení vyšlo však až o 20 let později v roce 1872. Jako poslední vlastnil tuto zkamenělinu Opat strahovského kláštera a rektor pražské univerzity Hieronymus J. Zeidler, jehož rozsáhlá sbírka přírodnin včetně této zkameněliny nakonec skončila v Národním muzeu.
Další fosilie (pouze menší fragmenty) byly později objeveny na dalších místech, v mílinském souvrství  a mimo Českou republiku byli již kompletní jedinci těchto trilobitů nalezeni i v Maroku. V roce 2013 bylo potvrzeno, že holotyp pochází z okolí Mirošova.